# 岸本賀昌
岸本賀昌（日语：／ Kishimoto Gashō，1868年8月18日—1928年2月28日）薛姓，唐名不詳，大日本帝國統治琉球時期琉球族政治家。

## 生平
岸本賀昌是那霸士族薛氏松田家十二世，父親薛良謀（岸本賀雅）原為薛子瑚（松田親雲上賀承）次子，過繼叔父薛子璉（岸本筑登之賀得）為嗣子，岸本賀昌是其長子。1882年，他與高嶺朝教、太田朝敷、謝花昇、今歸仁朝蕃等人一起，作為第一次縣費留學生，前往日本本土學習，先後入學於學習院（中退）和慶應義塾。歸鄉後，成為沖繩縣屬官僚，後成為內務省地方局屬官僚。此後歷任石川縣參事官、沖繩縣參事官、沖繩縣學務課長等職。1912年5月，他受到立憲政友會的公認，參加第11次眾議院議員總選舉，當選議員。此後，先後加入憲政會、立憲同志會、立憲民政黨等組織，共任四屆眾議院議員，歷任沖繩每日新報社長、沖繩共立銀行行長、沖繩電氣會社董事等職。1925年（大正14年）當選那霸市長。1928年2月，因公務前往東京出差，途中病倒住院，因口腔癌死於慶應醫院。